# ماهیچه لامی‌زبانی
ماهیچه لامی‌زبانی (انگلیسی: Hyoglossus) ماهیچه باریک و چهارپهلویی است که از لبه تنه و از تمامی درازای شاخ بزرگ‌تر استخوان لامی منشأ می‌گیرد و تقریباً به صورت عمودی به بالا رفته و به کناره زبان وارد می‌شود.

## نگارخانه

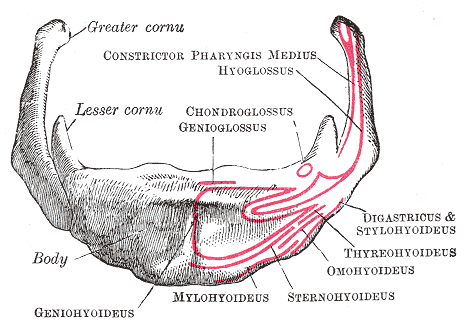
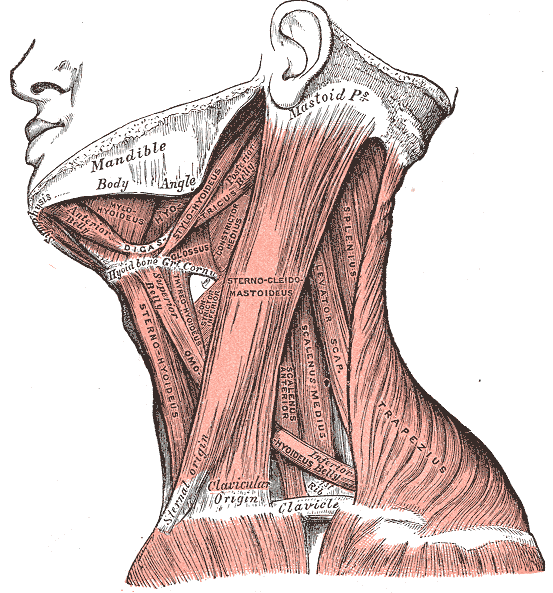
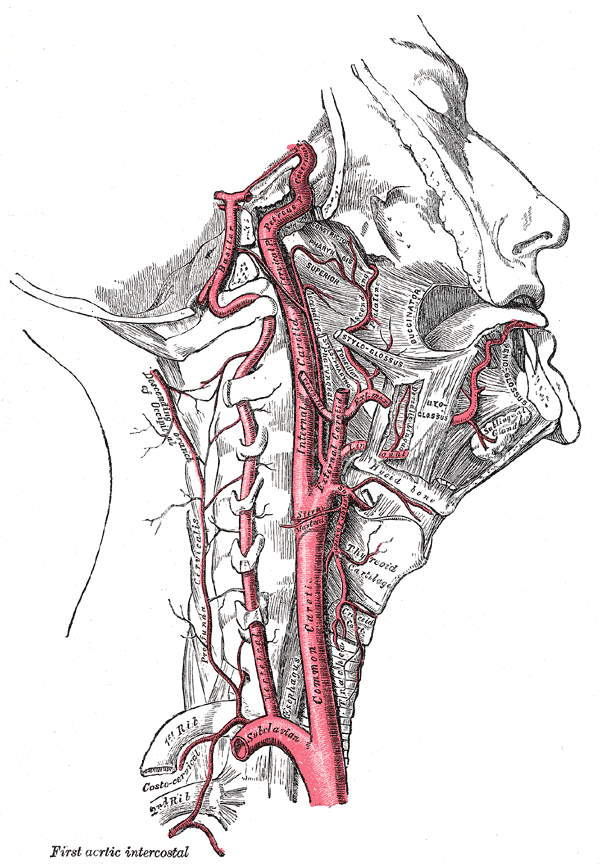
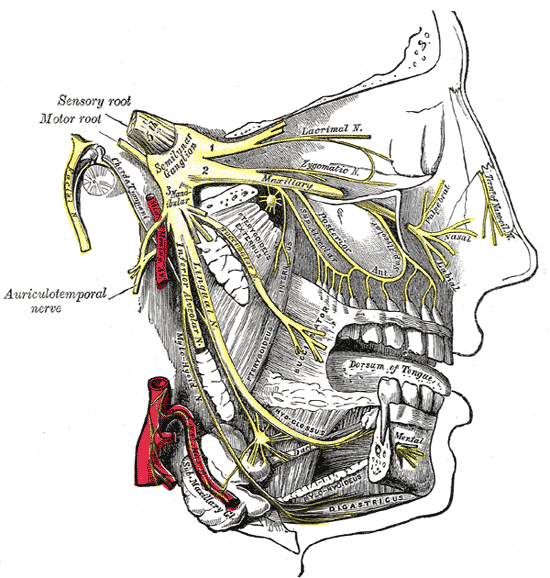
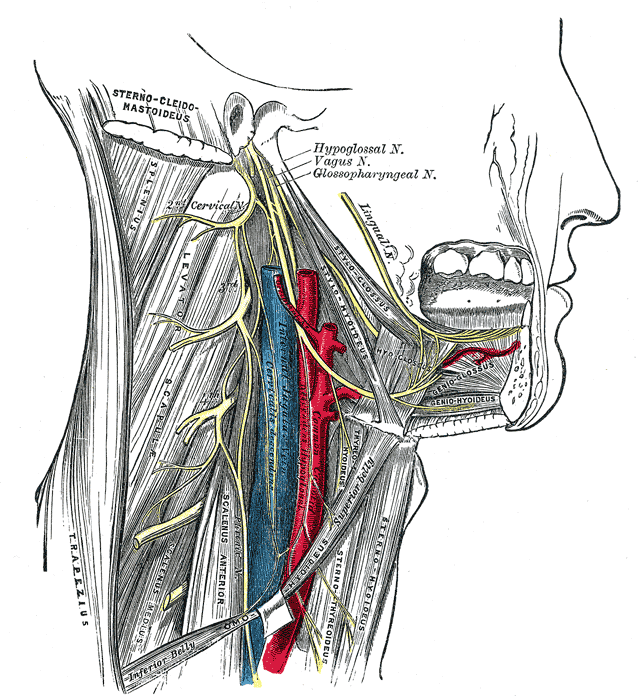
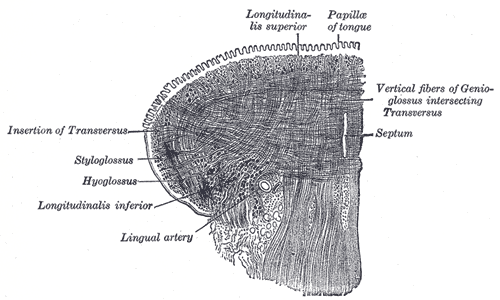
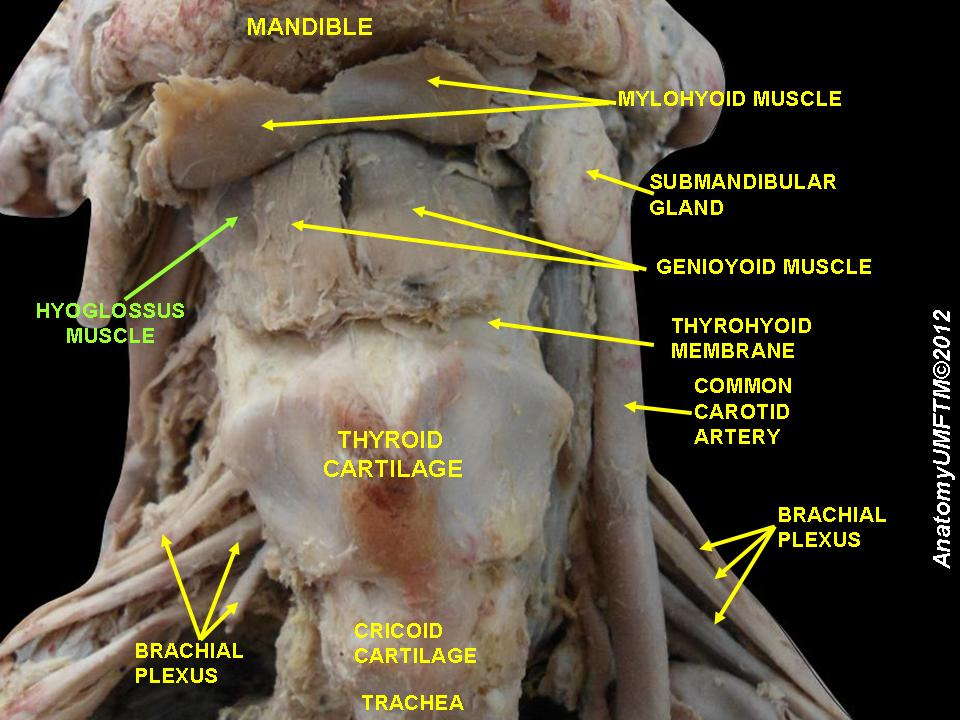